# Taoyaomen Bridge
Il Taoyaomen Bridge (cinese tradizionale: 桃 夭 門 大橋, cinese semplificato: 桃 夭 门 大桥, Pinyin: táo yāo mén dà qiáo) è un ponte strallato che attraversa il Canale Taoyaomen a Zhoushan, nella provincia di Zhejiang in Cina.
È il terzo ponte del progetto di collegamento delle isole Zhoushan.